# Gayo Setie
Gayo Setie is een bestuurslaag in het regentschap Bener Meriah van de provincie Atjeh, Indonesië. Gayo Setie telt 238 inwoners (volkstelling 2010).